# Заславский замок
Заславский замок (бел. Заслаўскі замак) — один из самых ранних бастионных замков Беларуси, построенный в середине XVI века польско-литовскими магнатами Глебовичами у города Заславля (совр. Минский район Минской области Беларуси).

## Описание
Замок размещался на высоком пригорке и занимал площадь 200X100 метров и со всех сторон был окружен рвом, питающимся водой из запруженной речки Княгиньцы. Земляные бастионы и куртины замка были выложены камнем и кирпичом. Для предотвращения осыпания валов была возведена кирпичная стена толщиной 0,33 и высотой 2,5 метра. Единственный вход в замок был с южной стороны через двухэтажную браму, имевшую каменные стены двухметровой толщины. К воротам через ров вел деревянный мост. Подступы к ним простреливались из расположенных рядом бастионов. В замке имелся подземный ход, выложенный кирпичом, ведущий за пределы замка, выход из которого закрывался металлическими решетками. На случай осады в замке имелся колодец.

## Спасо-Преображенская церковь
Спасо-Преображенская церковь, находящаяся внутри замка, в верхней части стен имела ряд бойниц позднее заложенных при перестройке. Кроме того шесть ярусов бойниц имела тридцатиметровая башня храма, дополнительно служившая наблюдательным пунктом замка.

## Современное состояние
В настоящее время сохранилась Спасо-Преображенская церковь, руины замковой брамы, валы и рвы замка.

## Галерея

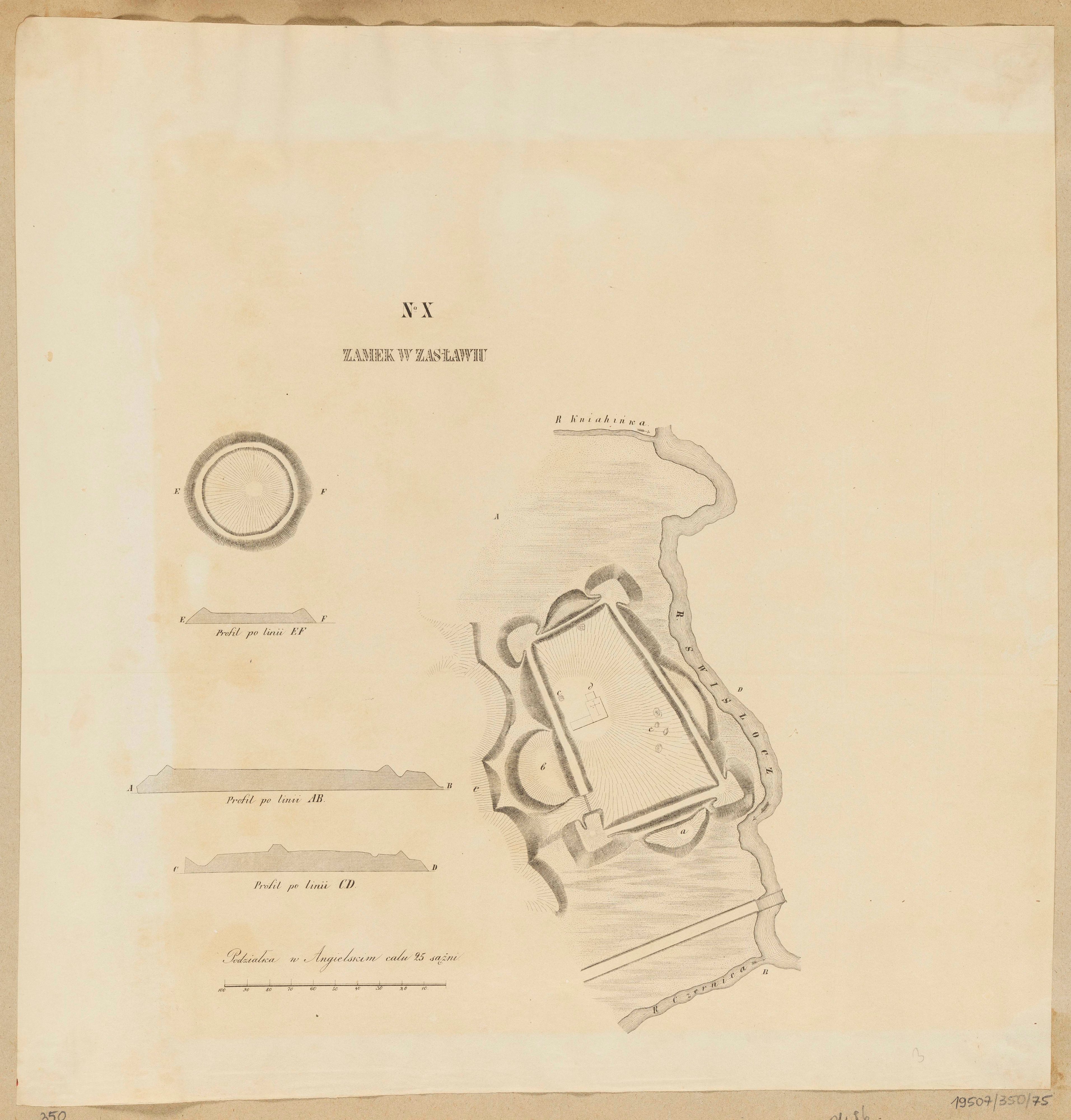
План Заславского замка.
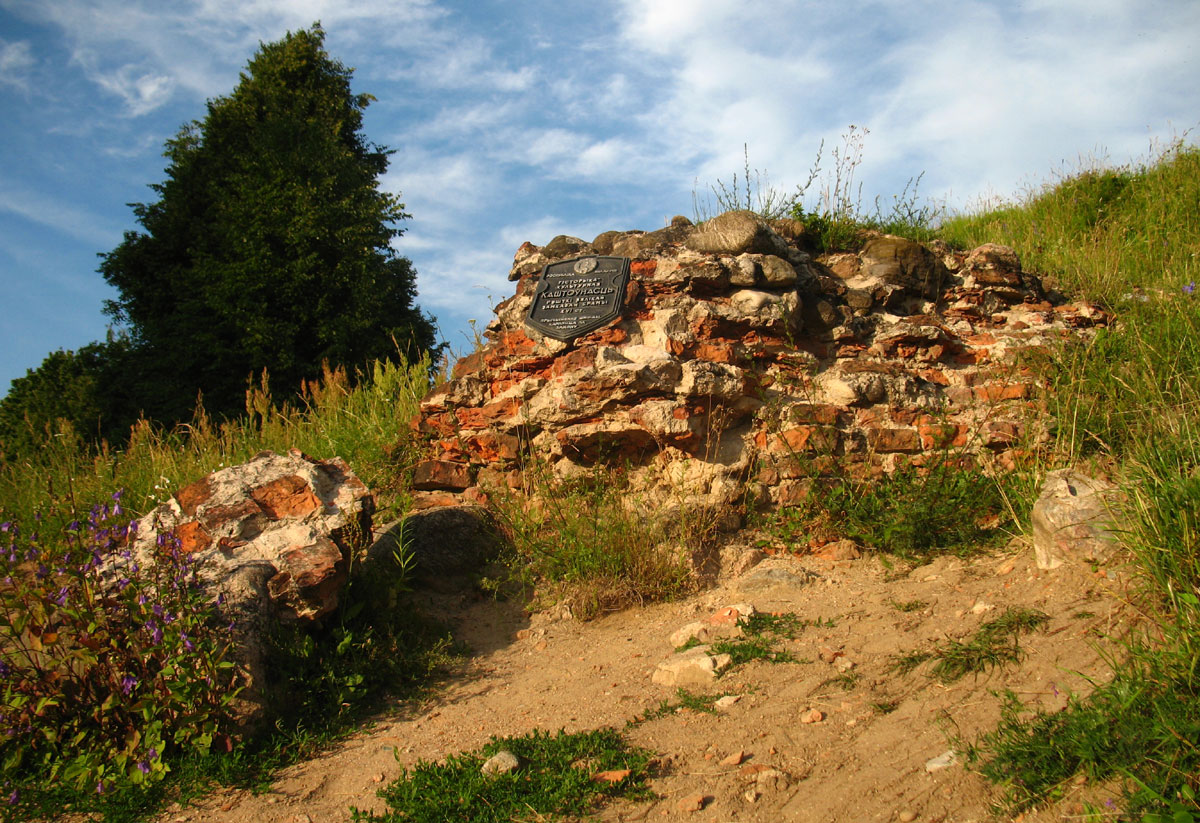
Руины ворот замка.
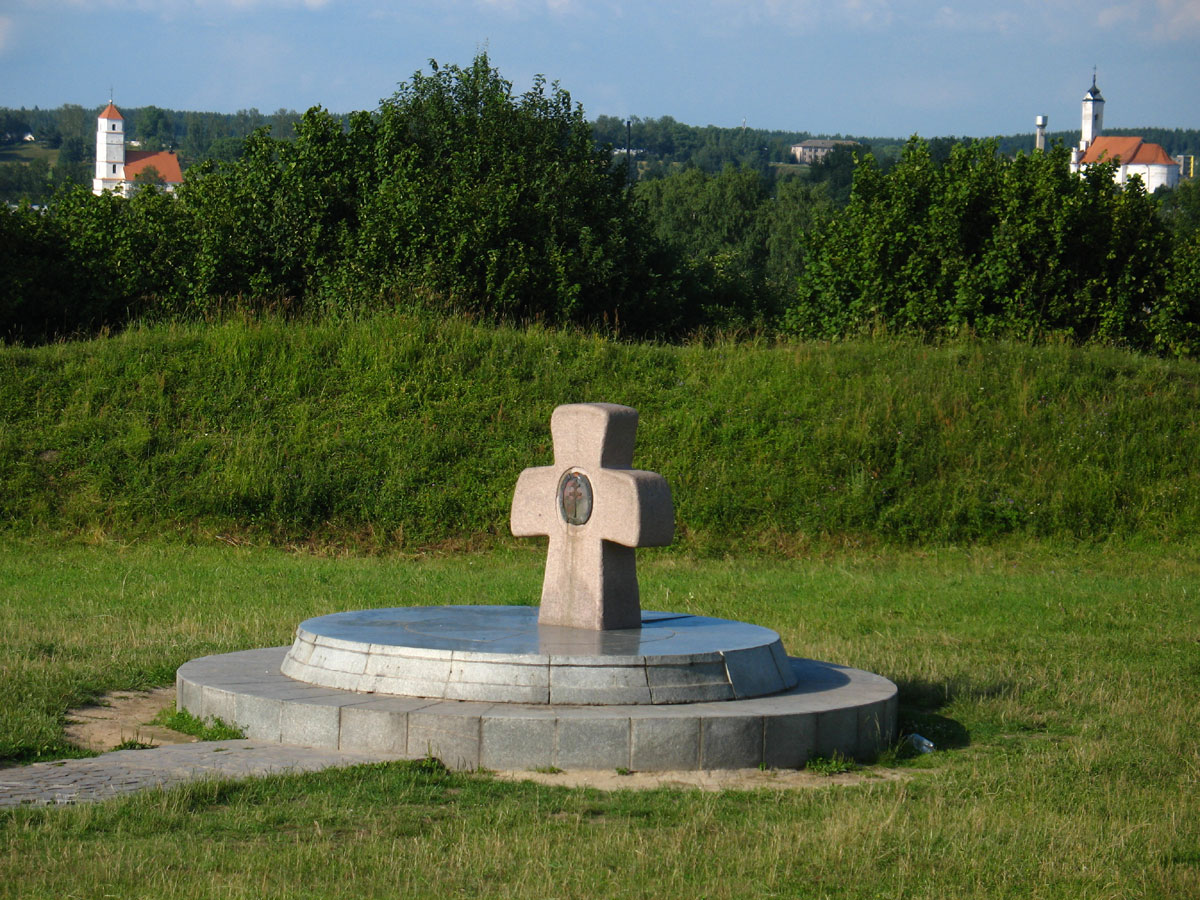
Каменный крест на месте древнего "Замэчка" - замка X-XI веков, куда была сослана Рогнеда с сыном Изяславом.
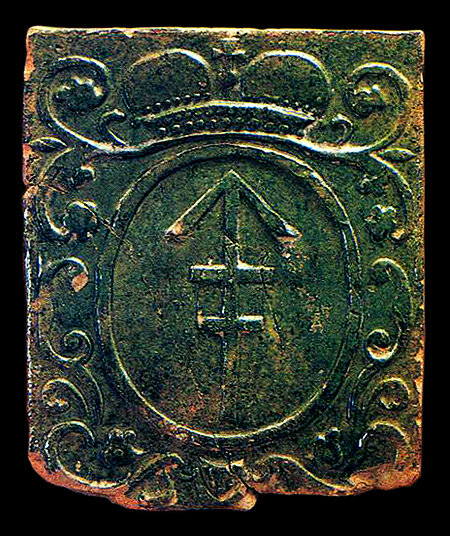
Кафельная плитка с гербом Сапег с Заславского городища.